# Saturn (bil)

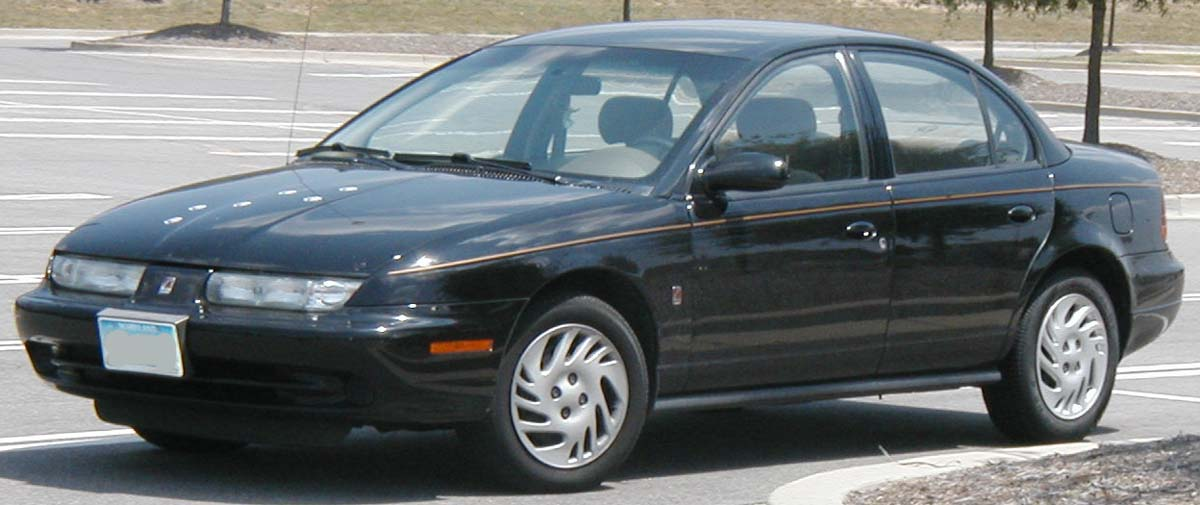
Saturn.

Saturn var ett amerikanskt bilmärke som grundades den 7 januari 1985 och tillverkades av General Motors. Den 27 april 2009 beslutade General Motors att lägga ner Saturn tillsammans med Pontiac. Senare uppgav de dock att de ville sälja märket till Penske, en affär som dock misslyckades varefter märket lades ner 2009. 